# Condado de Yuma (Colorado)
O Condado de Yuma é um dos 64 condados do Estado americano do Colorado. A sede do condado é Wray, e a sua maior cidade é Yuma.
O condado tem uma área de 6136 km² (dos quais 9 km² estão cobertos por água), uma população de 10 043 habitantes, e uma densidade populacional de 2 hab/km² (segundo o censo nacional de 2010). O condado foi fundado em 1889 e o seu nome provém da Nação Quechan (Yuma) de ameríndios.